# Masarykův dům

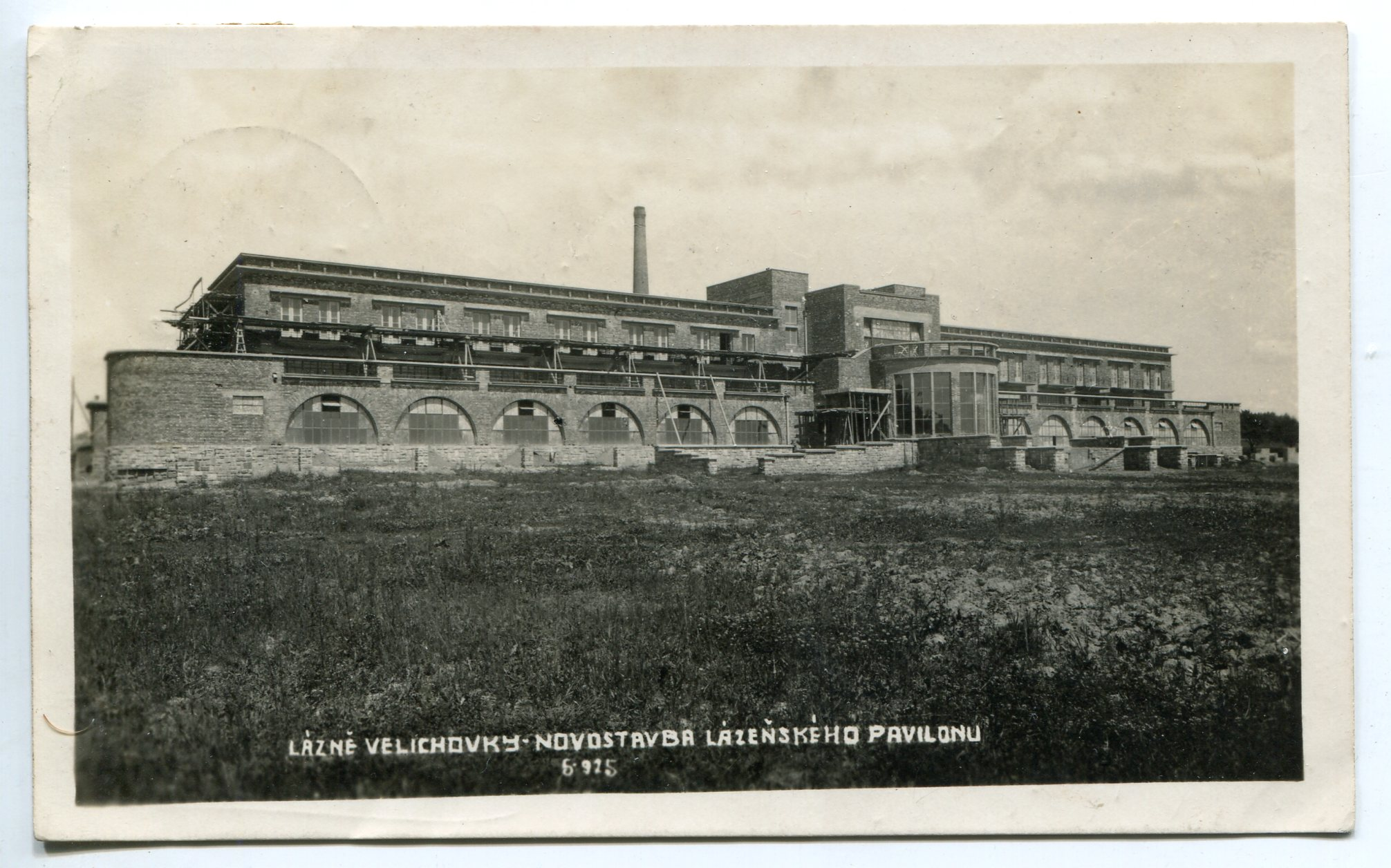
Výstavba Masarykova domu na dobové pohlednici

Masarykův dům je hlavní lázeňský dům v lázních Velichovky (čp. 79).
Je v něm poskytována většina lázeňských služeb a zároveň je největším ubytovacím zařízením lázní. Postaven byl ve stylu funkcionalismu. Od roku 1958 je budova chráněna jako kulturní památka. Jedná se o jedinou památkově chráněnou budovu v areálu lázní.
S jeho výstavbou bylo započato v roce 1923 a o tři roky později byl dokončen. Provoz byl zahájen dne 3. května 1926 a jen o několik týdnů později dne 10. července lázně navštívil tehdejší československý prezident T. G. Masaryk. Právě na jeho počet byla budova pojmenována. Až v roce 1936 bylo dostavěno druhé patro. Na pravém křídle budovy proběhla v letech 2005–2006 (2007) dostavba třetího patra. V roce 2016 byla provedena dostavba třetího patra i na levém křídle, čímž došlo k výškovému sjednocení celé budovy.

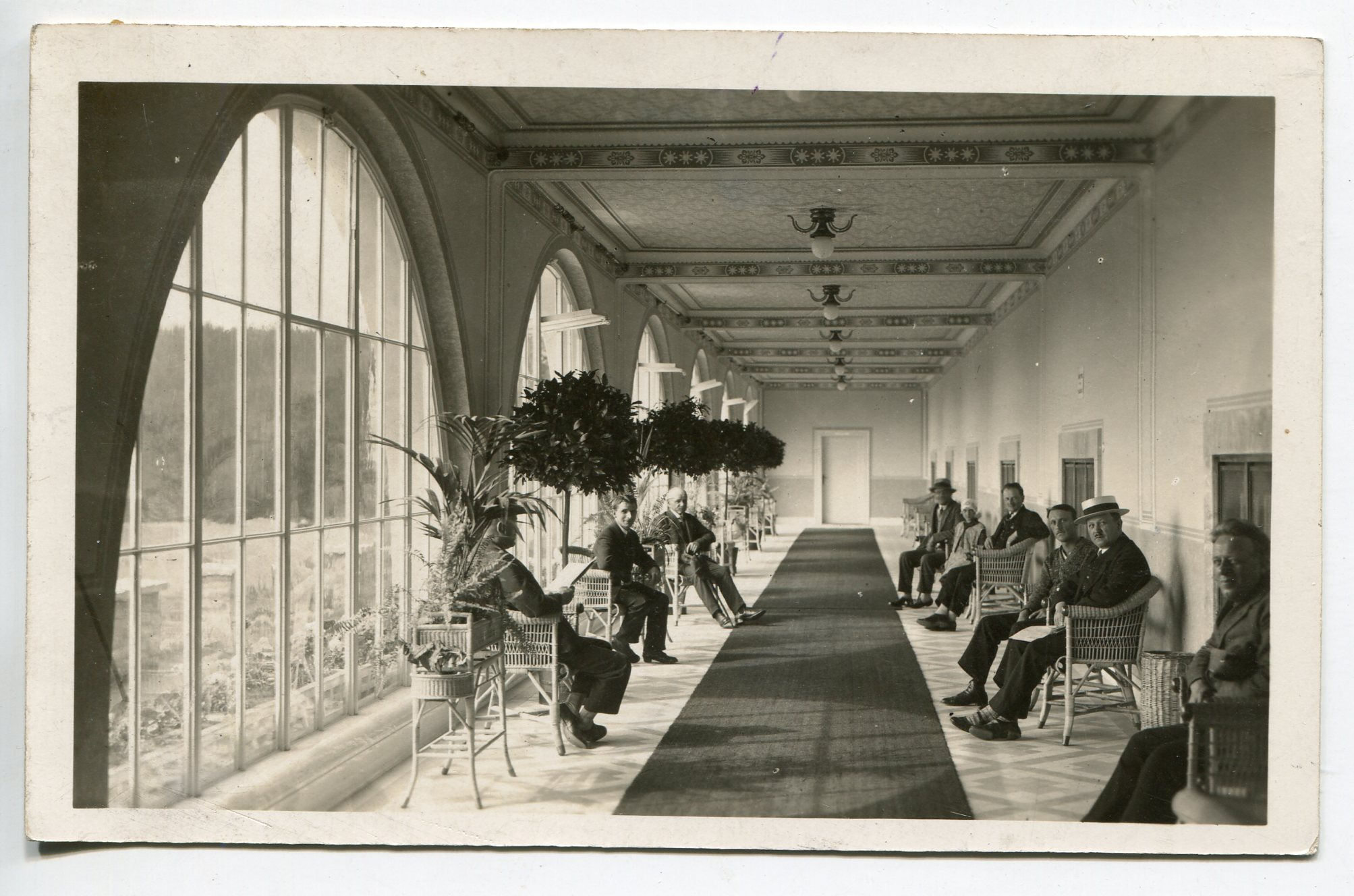
Pánská kolonáda v Masarykově domě

Masarykův dům je tak třípatrovou budovou obdélníkového půdorysu. Jeho hlavní (jihovýchodní) průčelí je natočeno do parku a je rozčleněno 13 osami. Na střední ose je umístěn přízemní segmentový rizalit, prosklený vysokými okny, který nahoře v prvním poschodí nese balkon. Po každé straně tohoto rizalitu je šest os, který vyplňují velká segmentová okna, nad nimiž jsou v prvním poschodí dvě sdružená okna s balkonem. Totéž následuje i v druhém poschodí, kde jsou ale balkony drobnější.
Střecha budovy je plochá. S výjimkou středového rizalitu je po celé délce hlavního průčelí na přízemních prostorách vytvořena terasa, která je přístupná z mezipatra. Hmota přízemí je z boků zaoblena a propojena s terasou. Terasa je vybavena litinovými svítilnami a kašnou s figurálním motivem. Obě boční průčelí (JZ a SV) jsou bez architektonických detailů.
Druhé (severozápadní) průčelí směřované do dvora je rozděleno jako také rizalitem, po jehož obou stranách je fasáda rozdělena šesti osami. V každé ose jsou vždy dvě okna. Ta jsou novodobá dvoukřídlá. Fasáda tu nenese žádné architektonické detaily. V roce 2005 byla díky spojovacímu krčku přistavěna technická přístavba.
Pokoje v budově mají vlastní sociální příslušenství, televizi, lednici a WIFI připojení. Část pokojů je přizpůsobena potřebám pacientů po operacích s totální endoprotézou, kteří mají k dispozici i vlastní jídelnu.

### Související stránky
- Lázně Velichovky
- Velichovky